# カイザー＝フレーザー

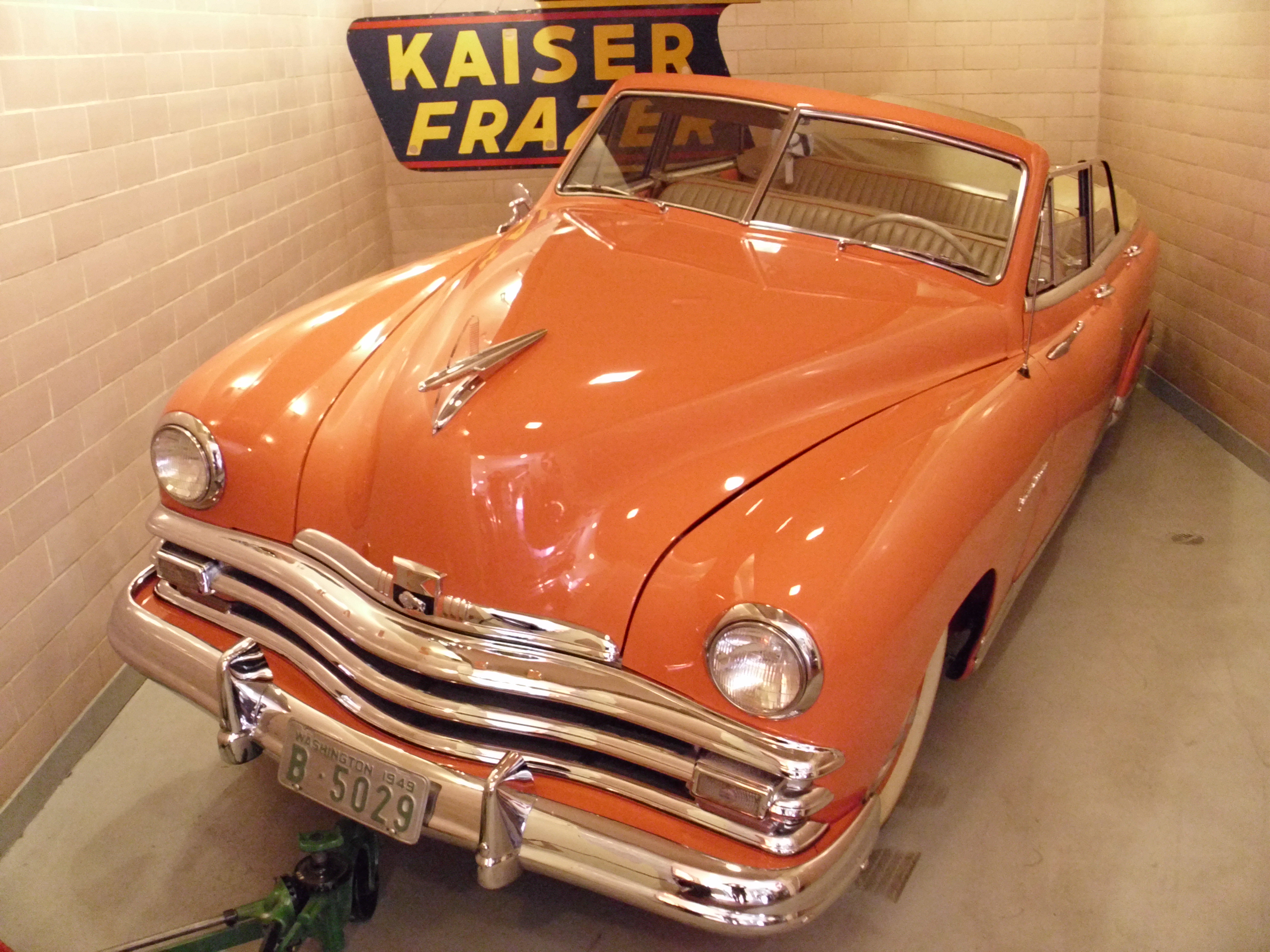
1949年式カイザー・バージニアン

カイザー＝フレイザー・コーポレーション（Kaiser-Frazer Corporation）は、社名を変えながら、1945年から1970年まで自動車を製造した米国の自動車会社。ミシガン州ウィロウランに1953年まで、その後はオハイオ州トレドに本社を置いた。

## 概要

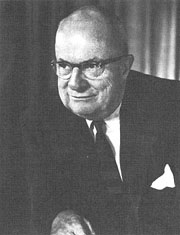
ヘンリー・J・カイザー

第一次世界大戦から第二次世界大戦にかけてカイザー・インダストリーズ(Kaiser Industries)を始めとする企業群を率いリバティー船の建造で「アメリカ近代造船の父」の名をほしいままにしていたヘンリー・J・カイザー (Henry J. Kaiser) と、かつてクライスラーに籍を置き自動車会社グラハム＝ペイジ・コーポレーションの社長を務めていたジョゼフ・W・フレーザー (Joseph W. Frazer) が手を組んで1945年にカイザー＝フレーザー・コーポレーションとして設立した。
第二次世界大戦中に造船業界で成功を収めたカイザーが、終戦に伴い遊休化した軍用航空機工場の民需転換を図ると共に、戦後の好況で需要が見込める自動車製造業への本格進出を目指した一方で、自動車製造のノウハウを持っていたフレーザーも業界での再起を目指し資金面の豊富なスポンサーを必要としたことで両者の利害が一致。新会社はカイザー社の出資を仰ぐと共に、グラハム＝ペイジ社の資産も包含した。既に、いわゆる「ビッグスリー」に牛耳られるようになっていたアメリカ合衆国の自動車業界において、独立した国内資本による大規模な量産自動車メーカーを新たに発足させた、ほぼ最後の例と言えるが、結果的には挫折することになった。
創業者の名前を冠したカイザー (Kaiser) およびフレーザー (Frazer) という2車の生産から始まった。また、カイザー＝フレーザーでは、ヘンリー・カイザーの名前に由来する小型車ヘンリーJも製造した。ヘンリーJはシアーズ・ローバックでオールステートのブランド名でカタログ販売された。しかし1950年代中期に至るまでの乗用車生産はほとんど不振に終わった。
1952年に「カイザー・モーターズ」に社名変更。1953年、ウィリス＝オーバーランドを買収し、ウィリス・モーターズ・インコーポレーテッドと名称を変更し、傘下企業とする。1955年、乗用車事業から撤退。1963年、会社名をカイザー＝ジープ・コーポレーション (Kaiser-Jeep) に変更。1970年、カイザー・インダストリーズはカイザー＝ジープをアメリカン・モーターズ・コーポレーション (AMC) に売却し、自動車事業から完全撤退する。

## カイザー＝フレーザー・コーポレーション

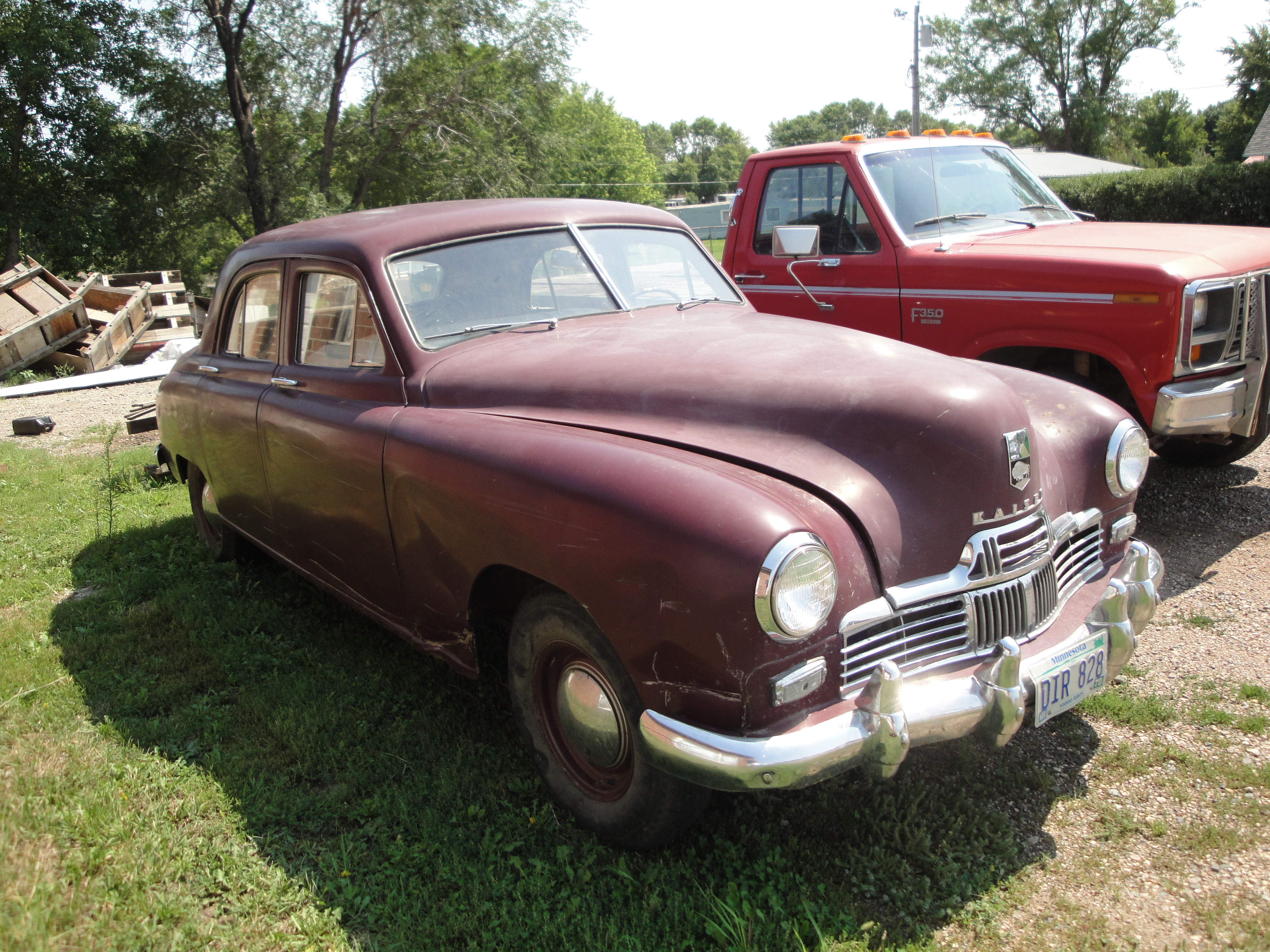
1948年式カイザー。1946年時点では先進的だったが、フラットな側面にはサイドモールディングもなく平板さは免れなかった

1945年7月25日に設立され、1946年、ニューヨーク市のウォルドルフ アストリア ホテルでカイザー (Kaiser) とフレーザー (Frazer) という創立者の名を冠したプロトタイプ2車を公開した。プロトタイプのカイザーは先進的な前輪駆動(FF)の設計を取り入れたと発表され、一方フレーザーは高級仕様の従来型後輪駆動 (FR) となっていた。スタイリングはハワード・ダーリン (Howard Darrin) による、先進的なフルワイズボディーであった。
しかし、開発期間および製造に要するコストの問題から、前輪駆動方式は生産モデルには採用されなかった。新し物好きのヘンリー・カイザーは別として、フレーザーら多くの人々は、戦前、「コード」の前輪駆動車に駆動系のトラブルが多発していた歴史を知っており、これを支持していなかったこともある。またモノコック構造やトーションバーサスペンションなどを導入した前輪駆動試作車も、操縦が重くシミ―が発生し、コスト高ということで生産断念せざるを得なかった。結局、1947年式として発表されたカイザー車およびフレーザー車は、ボディとエンジンが共通のバッジエンジニアリング車となった。
それでも、前後フェンダーをボンネットおよびトランクと完全に一体化し、車体側面を平滑に連続させた（フラッシュサイド）幅広の新型デザインを持つカイザーとフレーザーが市場に投入された時点で、ビッグスリーはいまだに古い戦前モデルを継続生産しており、2種の兄弟車は市場から注目される存在となった。その工業デザインとしてのアプローチによるスタイリングは、イギリスのシンガーやドイツのボルクヴァルト、米国内の独立系メーカーであるハドソンやナッシュの戦後型モデルにも影響を与えたとされる。1950年までボディとエンジンは共有されつづけ、外装の一部と内装が異なるのみであった。
もっとも、ビッグスリーおよびその他の戦前からの主要メーカーは、戦後型のニューモデルの開発を進めており、1948年から1949年にかけて、カイザーやフレーザーと同様のフルワイズ、フラッシュサイドボディの新型モデルが一気に市場に出回ると、カイザー＝フレーザーの優位性は失われた。
もとより、フラッシュサイドボディとしては初期のデザインであるダーリン・デザインのカイザー＝フレーザー車は、1946年ならともかく、1950年ともなると競合各社の、より技巧を凝らした後発のデザインに比べ、平板さは否めなくなっていた。しかもエンジンは生産体制の制約から自社製ではなく、エンジンメーカーのコンチネンタル製エンジンを購入して搭載していた。これは1950年代までカイザー＝フレーザー系の乗用車全てに共通しており、自社でエンジンを開発できないことは、性能向上の足かせとなり、競争力を削いだ。カイザーの旧式なコンチネンタル製サイドバルブ6気筒3.7Lエンジンでは、競合各社の中級車が搭載するV型8気筒エンジンに太刀打ちできなかったのである。
ジョゼフ・フレイザーは第二次世界大戦前のグラハム＝ペイジ・コーポレーションでの経験によって、現実を直視した経営方針を採ろうとしたが、もとが造船業者であって自動車産業への知見の乏しいヘンリー・カイザーは、向こう見ずに困難に立ち向かおうとした。1949年に至ってカイザー＝フレーザー製品の販売が落ち込んだにもかかわらず、カイザーはより多くの生産を指示し、その結果、1950年半ばには在庫過剰に陥った。当然の帰結だったが、帳尻合わせのため1949年生産分を1950年製扱いにして在庫処分する羽目になった。

## カイザー・モーターズ

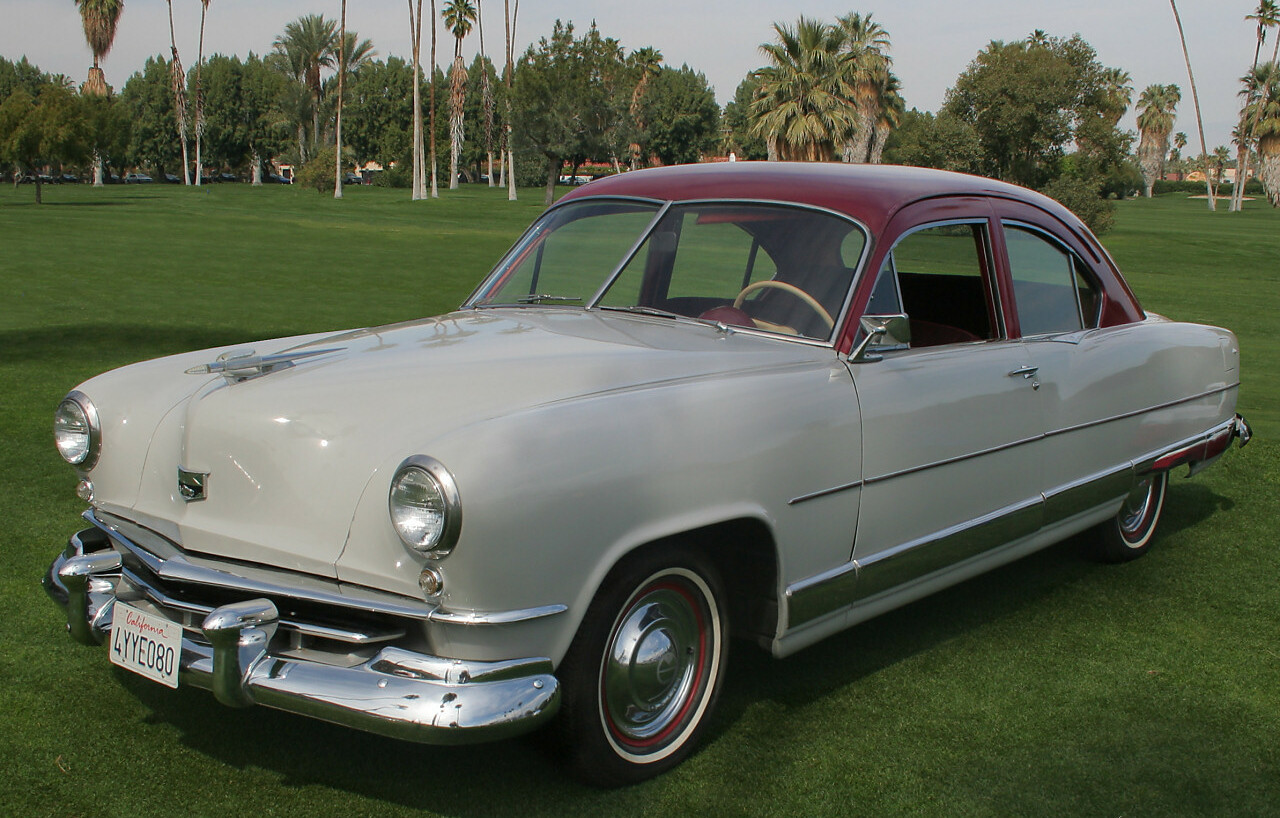
1951年式カイザー。フロント・ウインドシールド上縁の曲面など、ルーフ周りの曲面多用が特徴

1950年発表の1951年型カイザーはようやく低くスマートな新型にモデルチェンジしたが、1951年、ヘンリー・カイザーとの激論の末にジョゼフ・フレイザーは社を離れ、会社は1952年に「カイザー・モーターズ (Kaiser Motors)」へと社名変更した。フレーザーの名前を冠した車は1万台足らずの生産で終了した。
またこのような状況で、サブモデルとして低コスト小型車の「ヘンリーJ」も開発されたが、商品企画において緻密さを欠いた製品であり、シアーズ・ローバックの通販向けOEM版「オールステート」共々商業的失敗に終わった。
1951年型カイザーは一定の売上は見せたものの、ほどなく失速する。ビッグ3並の年次モデル変更も実施されたが、パワーユニットは相変わらず前時代的なコンチネンタルのサイドバルブ6気筒をチューンして使っており、1954年モデルではこの旧式エンジンに機械式スーパーチャージャーを装着して出力140HPを公称する苦しい延命策まで用い、また年次変更で手を入れたスタイリングのディテールが大手ゼネラル・モーターズのビュイックもどきになるなど、開発力の行き詰りが露呈していた。当時の中級車でオプションとして普及しつつあった自動変速機もとうてい自社開発できる状態でなく、GMが社外販売を開始した4速自動変速機ユニット「ハイドラマチック」を購入して搭載した。1950年代初期、エンジン性能の低さに苦しんだあげく、エンジンまでも当時GMがオールズモビルの看板モデル「98」の強力なパワーユニットとして誇示していた「ロケット」OHV・V型8気筒を購入する交渉まで行われたというが、さすがのGMもそこまで鷹揚ではなく、V8エンジン入手は実現しなかった。

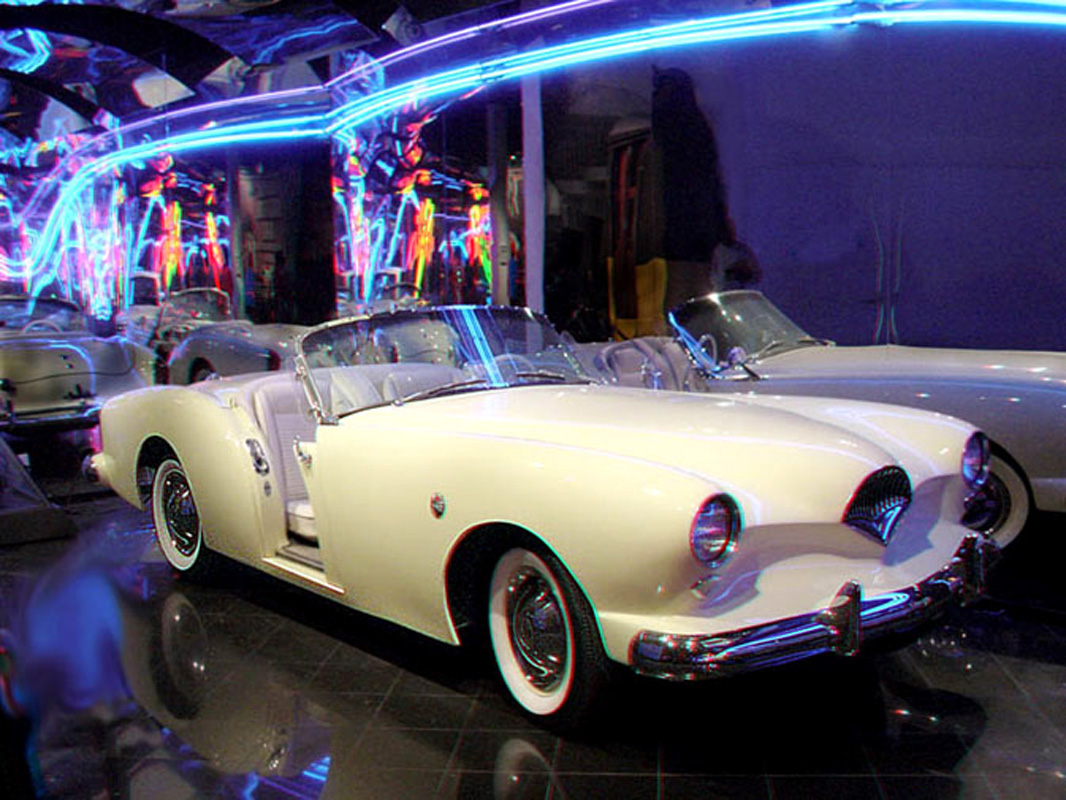
1953年式カイザー・ダリン (Kaiser Darrin) スポーツカーの3D画像。ボディデザインはダッチ・ダリンとビル・トリット。

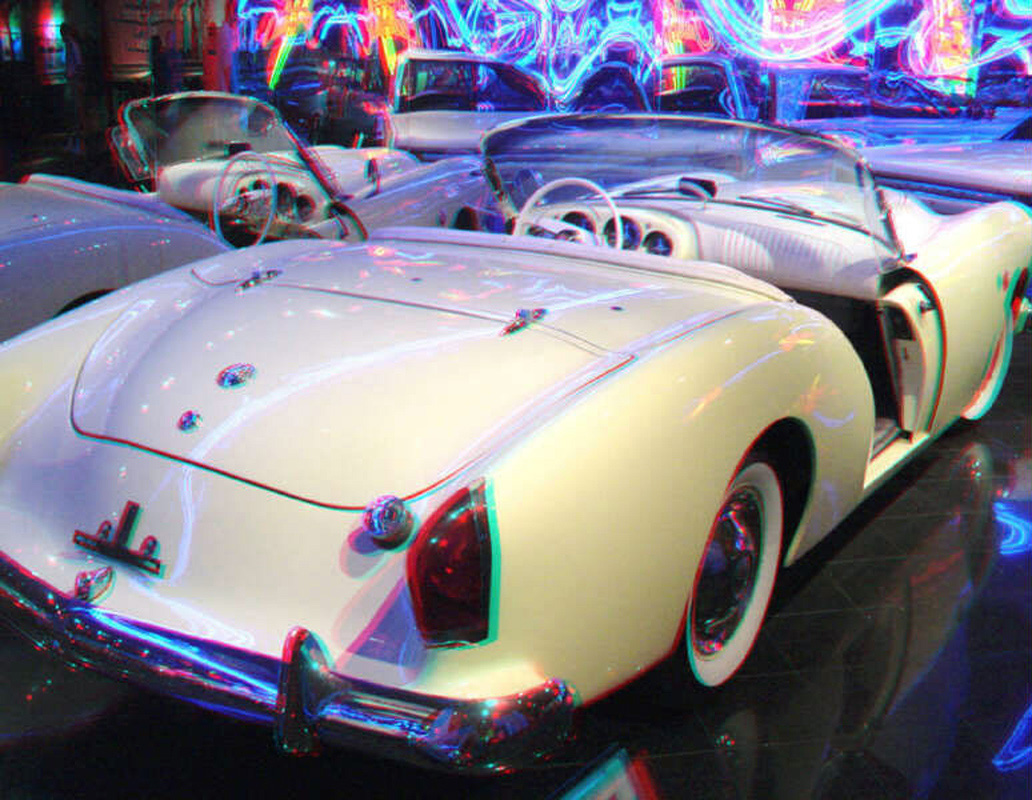
1953年式カイザー・ダリンの3D画像。ドアがフロントフェンダー内にスライドインすることに注目。

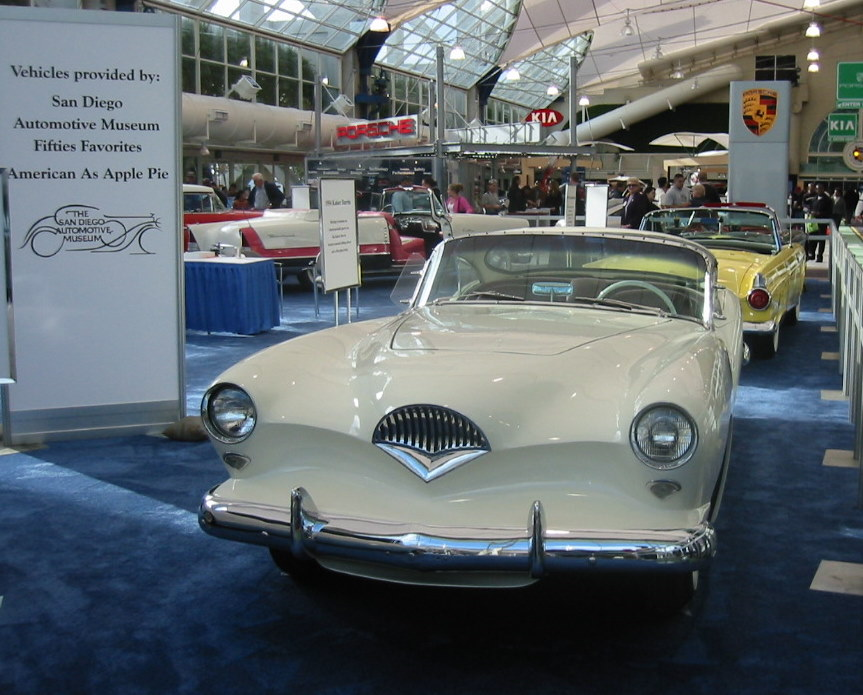
1954年式カイザー・ダリン：シボレー・コルベットを競合車に想定して製作された

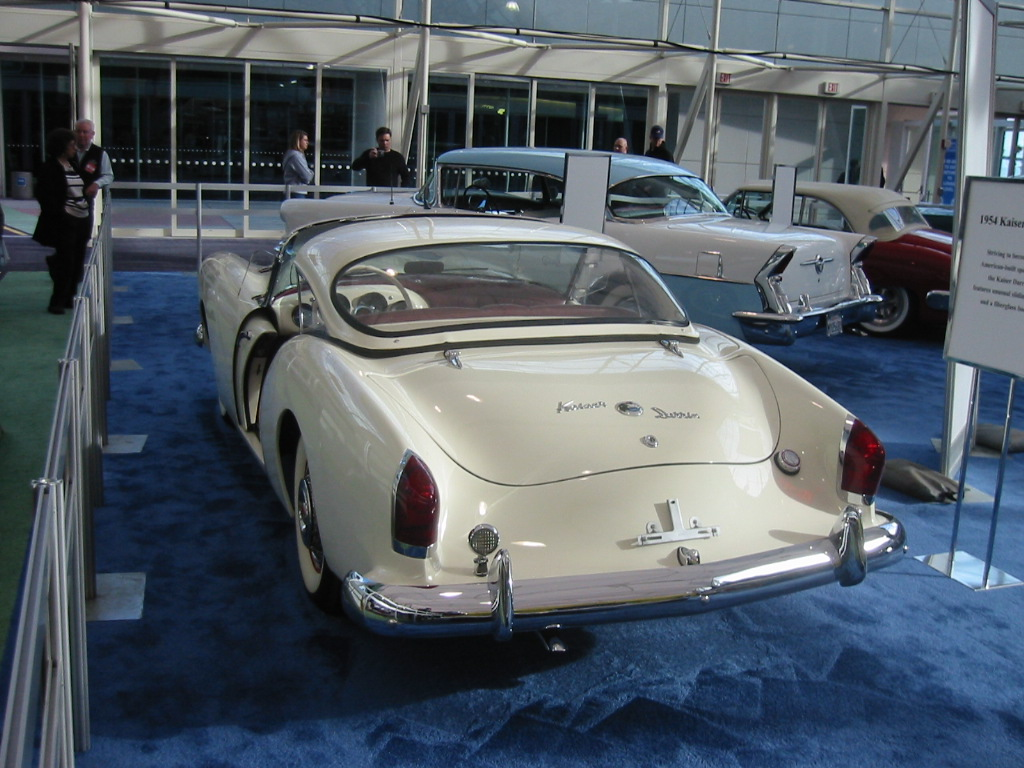
1954年式カイザー・ダリン

1953年、カイザーはウィリス車やジープのメーカー、ウィリス＝オーバーランドを63,381,175米ドルで買収し、傘下に組み入れた。1954年にウィリス＝オーバーランドの社名をウィリス・モーターズ・インコーポレーテッドと変更し、カイザーとウィリスの生産を統合した。この決断により1955年には、カイザー系各社に比べればまだ堅調であったウィリス系小型乗用車も含め、不採算だった乗用車事業から撤退する。
こうしてカイザーの主力商品は、当時のアメリカ市場に実質的な競合車種がなく、軍用やハードユース、更にはレジャー用として大きな需要の見込めるジープへと移行した。1956年には、ウィリス・モーターズはジープ系のユーティリティ・ビークルのみを生産。多くは輸出され、かなりの利益をもたらした。

## カイザー＝ジープ・コーポレーション
1963年に会社名をカイザー＝ジープ・コーポレーション (Kaiser-Jeep) に変更。1969年には、カイザー・インダストリーズは自動車産業から撤退することを決断。1970年、カイザー＝ジープ・コーポレーションはアメリカン・モーターズ・コーポレーション (AMC) に売却され、AMCはジープ生産を継続した。売却時点で、カイザーはAMCの株式の22%を取得したが、のちに手放している。カイザー＝ジープの資産には1964年にスチュードベーカーが自動車産業から撤退した際にカイザーが購入したゼネラル・プロダクション部門（軍需部門）も含まれていた。AMCがルノー傘下となったのちの1982年、国防上の理由から、軍需部門はAMゼネラル社として分離独立した。AMゼネラルは2008年現在も操業を続けており、ハマー H1の製造メーカーとして一般的に知名度を維持している。
1987年、AMCはクライスラーに3.6億米ドルで売却された。クライスラーはAMCの乗用車ではなく、ジープに魅力を感じていた。クライスラーは自社での一からの開発をおこなってジープ同様の評価を得るには、10億米ドル以上のコストがかかると見積もっていた。

## 生産拠点
カイザー＝フレーザーモデルの生産はミシガン州ウィロウランを拠点としていた。ウィロウランはヘンリー・フォードにB24リベレーター爆撃機を生産委託するため、米国政府が第二次世界大戦直前に建造した当時世界最大の建物であった。戦争が終了し、フォードは施設の継続使用をしなかったため、戦時資産管理事務局 (War Assets Administration) が、施設のリースまたは買い上げ先を求めており、そのための有利な5年リースも設定され、カイザー＝フレーザーはこれに応じた。当時のカイザー＝フレーザーはそれ以外にも、ミシガン州ジェファーソン、カリフォルニア州ロングビーチ、オレゴン州ポートランド、カナダ・オンタリオ州リーサイド、イスラエル・ハイファ、日本・川崎、メキシコシティ、オランダ・ロッテルダム (Nekaf = Nederlandse Kaiser-Frazer) に生産施設を所有していた。1953年のウィリス＝オーバーランドの買収により、米国での生産はオハイオ州トレドに集中させた。
ウィロウランの施設は、おりしもゼネラルモーターズがミシガン州リボニアの油圧機器工場の火災（1953年8月）に遭い、ハイドラマチック自動変速機の生産設備が全滅して早急な復興プランを求めていたため、自社でもハイドラマチックの提供を受けていたカイザーがウィロウラン工場を貸与。GMは9週間の突貫工事で生産設備を整えて変速機製造を再開し、のちウィロウラン工場は正式にカイザーから買収された。

## 車種
- カイザー (Kaiser) ：カスタム (Custom)、デラックス (Deluxe)、バージニアン (Virginian)、カロライナ (Carolina)、トラベラー (Traveler)、ドラゴン (Dragon)、マンハッタン (Manhattan) などのセダン系。バガボンド (Vagabond) 4ドアハッチバック・ユーティリティ・セダン。
- フレーザー (Frazer) ：スタンダード (Standard)、デラックス (Deluxe)、マンハッタン (Manhattan) などのセダン系。バガボンド・ハッチバック。4ドアコンバーチブルモデルもあり、1951年のフレーザー・マンハッタンは1961年のリンカーン・コンチネンタルまで米国での4ドアコンバーチブルとして10年間最新モデルでありつづけた。
- ヘンリーJ：小型エコノミーカー。コルセア (Corsair)、バガボンド (Vagabond) などのモデルがある。
- ダリン (Darrin) ：米国で量産スポーツカーとして最初にファイバーグラス (FRP) を用いたモデル（その取り組みは初代シボレー・コルベットより早かった）。車名はデザイナーのハワード・ダーリン自身の名前にちなむ。シャーシはヘンリーJがベース。新素材のFRPに、車体内に格納されるドアなどの奇異な設計を備えるが、カイザー自体の経営が芳しくない状態の中で短期間に400台ほどが生産されるに終わった。
- ウィリス (Willys) ：旧ウィリス社での原設計になる堅実な小型車。「エアロ＝ウィリス (Aero-Willys)」の他、「エアロ＝ラーク (Aero-Lark)」、「エアロ・エース (Aero Ace)」などのサブ・モデルがある。
- ジープ (Jeep) ：ピックアップ仕様、CJ型、オールスチール製ワゴン、ワゴニア、ジープスターなどのブランドがある。
- オールステート (Allstate) ：ヘンリーJをベース車としてシアーズ・ローバックでの販売のためにデザインされたブランド名。米国南部で販売された。タイヤ、バッテリーなどにオールステート製品が使われている。タッカーのデザイナーだったアレックス・トレムリスがスタイル変更を担当した。

## 米国外での生産
カイザーとウィリスの生産は1955年モデル途中で中止されたが、オハイオ州トレドでのウィリス・ジープの生産は継続された。カイザーはアルゼンチンでの自動車生産をインドゥストリアス・カイゼル・アルヘンティーナ (Industrias Kaiser Argentina, IKA) で、また、ブラジルでの生産をウィリス・ド・ブラジル (Willys do Brasil) で継続、1960年代に米国で使用した金型などを流用した。

### アルゼンチンにおけるカイザー
1951年、アルゼンチンは米国にサン・マルティン（San Martín）准将を向かわせ、アルゼンチンでの自動車生産を打診した。1954年、カイザーは唯一これを受諾した。他社はいずれも投資に対して市場が小さすぎるとして請け負わなかった。1955年1月19日、カイザーとアルゼンチン政府はアルゼンチンでのカイザーの乗用車およびトラック生産に関して合意した。2月にはKaiser Automotoresという名称の持ち株会社をカイザー・インダストリーズの100%子会社として設立。傘下に実際に製造販売をおこなうインドゥストリアス・カイゼル・アルヘンティーナを置き、その一部の株をKaiser Automotoresが、その他をアルゼンチン政府の自動車会社IAMEやその他の投資家が保有した。8月、カイザーは完成車1021台、生産設備、スペアパーツ類の米国からの輸入が認められた。1955年3月に新工場が操業開始し、1956年4月27日にはアルゼンチン製ジープがラインオフした。
アルゼンチン工場はコルドバ州サンタ・イザベル (Santa Isabel) 市に建造され、カイザー・マンハッタンがカイザー・カラベラ (Kaiser Caravela) と名前を変えて製造された。カラベラとはスペイン帆船の型であるキャラベル船のことである。米国での合成皮革とファブリックでのインテリアは、より頑丈な革張りに変更されている。スピードメーターは km / h 表示に変更され、水温計、油温計、燃料計の表示もスペイン語とされ、サスペンションは整地されていないアルゼンチンの道路に合わせて強化されていた。一方ダッシュボード上のベンチレーター、ヒーター、ヘッドライト、ワイパースイッチは英語のままだった。サービス業務の提供の難しさからオートマチックトランスミッションは装備されていない。
生産は1958年7月25日から開始され、その年中に2,158台を生産した。IKAではコルドバ工場でジープも生産され、1958年だけで20,454台が組み立てされている。カラベラとジープの生産総数は22,612となり、1958年にアルゼンチンで生産された自動車の81%を占めていた。競合は国が経営する自動車会社が生産するユーティリティ(いわゆるジープタイプ)仕様の車のみであった。多くの人がIKAのSanta Isabelという、港や輸送拠点から遠く離れた場所での自動車生産を疑問に思ったが、この地となった主たる理由は、サン・マルティン将軍 (General San Martín) の故郷であるということだった。彼は時の大統領フアン・ペロンに親しく、また影響力を持っていたのである。
1962年に、"Gran coche argentino"（偉大なアルゼンチン車）と呼ばれたカラベラは1万5000台をもって生産終了となった。カラベラは医者、銀行家などのアルゼンチンの名士たちに、上品な移動手段として愛用された。カラベラには1960年から1962年にかけて競合車種が現れている。まず、アルファ・ロメオ1900セダンがあり、これは2500ccの6気筒（オリジナルは4気筒）エンジンを搭載し、ベルガンティン (Bergantin) と名づけられた。この名もスペイン帆船の型のひとつである。またアルゼンチン製のルノー・ドーフィンもあり、これはIKAドーフィンという名前だった。1962年にはAMCからランブラーがライセンス生産され、それまでのすべてを置き換えることになった。最後のAMCモデルは国際レースで活躍していたトリノだった。
1968年、カイザーはIKAをルノーに事実上売却、社名はIKAルノー（現ルノー・アルヘンティーナ）となった。